# Lophocampa pseudomaculata
Lophocampa pseudomaculata là một loài bướm đêm thuộc phân họ Arctiinae, họ Erebidae.